# Protestations contre le projet Roșia Montană
Les protestations contre le projet Roșia Montană sont une série de manifestations à Bucarest, Cluj-Napoca et des dizaines d'autres villes en Roumanie et à l'étranger contre le projet minier de Roșia Montană. Les manifestants estiment que le projet minier détruirait l'environnement et le patrimoine de Roșia Montană et demandent le retrait de la loi qui autorise le début de ce projet. À Bucarest, les manifestations ont lieu chaque soir sur la place de l'université et des marches ont également lieu chaque dimanche. Certains manifestants appellent aussi à la démission du président Traian Băsescu et du Premier ministre Victor Ponta, les deux hommes politiques étant favorables au projet.
Les protestations ont été surnommés par la presse roumaine et étrangère « Mouvement des indignés » (roumain : Mișcarea Indignaților) et « Automne roumain » (roumain : Toamna Românească). La campagne « Sauvez Roșia Montană » (roumain : Salvați Roșia Montană) est considérée comme le plus grand mouvement civique en Roumanie depuis la révolution de 1989.